# Греція на зимових Олімпійських іграх 1964
Греція на зимових Олімпійських іграх 1964 в Інсбруку була представлена 3 спортсменами в одному виді спорту. Прапороносцем на церемонії відкриття Ігор став гірськолижник Дімітріс Паппос. Грецькі спортсмени не здобули жодних медалей.

## Спортсмени
Гірськолижний спорт
- Константінос Карідас
- Васіліос Макрідіс
- Дімітріс Паппос

| Вид спорту          | Чоловіки | Жінки | Всього |
| ------------------- | -------- | ----- | ------ |
| Гірськолижний спорт | 3        | 0     | 3      |
| Усього              | 3        | 0     | 3      |

## Гірськолижний спорт
| Спортсмен            | Дисципліна                   | Спуск   | Спуск |
| Спортсмен            | Дисципліна                   | Час     | Місце |
| -------------------- | ---------------------------- | ------- | ----- |
| Константінос Карідас | швидкісний спуск, чоловіки   | 3:10.09 | 73    |
| Васіліос Макрідіс    | гігантський слалом, чоловіки | 2:57.79 | 78    |
| Константінос Карідас | гігантський слалом, чоловіки | 2:35.89 | 73    |
| Дімітріс Паппос      | гігантський слалом, чоловіки | 2:35.52 | 72    |

| Спортсмен            | Дисципліна       | Гіт 1   | Гіт 1 | Гіт 2   | Гіт 2 | Фінал      | Фінал      | Фінал      | Фінал      | Фінал      | Фінал      |
| Спортсмен            | Дисципліна       | Час     | Місце | Час     | Місце | Час 1      | Місце      | Час 2      | Місце      | Разом      | Місце      |
| -------------------- | ---------------- | ------- | ----- | ------- | ----- | ---------- | ---------- | ---------- | ---------- | ---------- | ---------- |
| Дімітріс Паппос      | слалом, чоловіки | 1:42.76 | 83    | DSQ     | –     | не пройшов | не пройшов | не пройшов | не пройшов | не пройшов | не пройшов |
| Константінос Карідас | слалом, чоловіки | 1:31.51 | 82    | 1:37.46 | 55    | не пройшов | не пройшов | не пройшов | не пройшов | не пройшов | не пройшов |
| Васіліос Макрідіс    | слалом, чоловіки | 1:19.70 | 77    | 1:40.27 | 56    | не пройшов | не пройшов | не пройшов | не пройшов | не пройшов | не пройшов |